# Taps (film, 1913)
Taps est un film muet américain réalisé par Francis Ford et sorti en 1913.

## Fiche technique
- Réalisation : Francis Ford
- Scénario : Grace Cunard
- Durée : 20 minutes
- Date de sortie : 
  -  États-Unis : 5 avril 1913

## Distribution
- Francis Ford
- Grace Cunard
- Ray Myers